# Сердар Юзкан
Сердар Юзкан (на турски: Serdar Özkan) е турски писател на произведения в жанра драма, фентъзи и документалистика.

## Биография и творчество
Сердар Юзкан е роден 1 август 1975 г. в Измир, Турция. Завършва гимназия в Робърт Колидж в Истанбул. Завършва с бакалавърска степен по бизнес администрация и психология в университета Лейдж във Витлеем, Пенсилвания. След дипломирането си се връща в Истанбул и работи две години в сферата на връзките с обществеността. После завършва психология в Босфорския университет.
Започва да пише през 2002 г. Първият му роман „Изгубената роза“ от едноименната поредица е издаден през 2006 г. Младата, красива и интелигентна Диана е без материални проблеми, току-що е завършила право, но се чувства неудовлетворена. Умиращата ѝ майка ѝ разкрива, че има сестра близначка, и тя предприема издирването ѝ, което ще я отведе в Истанбул. Там тя намира най-съкровените си копнежи и открива мисията на живота си. Романът става бестселър в Турция и по света, и го прави известен. Романът е преведен на над 40 езика и е публикуван в над 60 страни по света.
Във втората си книга „Край Остров на цветята Надеждата е скрита“ от 2009 г. представя една алегорична история за приятелството и любовта. Малкият Омер се сприятелява с един делфин и двамата предприемат заедно пътуването си към Света на светлината, където живеят безсмъртните. Но за да отидат в този свят, те трябва да са се научили да обичат безусловно.
В романите си писателят разисква проблеми и философски въпроси за по-дълбокия смисъл на живота.
Сердар Юзкан живее със семейството си в Истанбул.

## Произведения

### Самостоятелни романи
- When Life Lights Up (2009)
Край Остров на цветята Надеждата е скрита, изд.: ИК „Бард“, София (2010), прев. Мариана Христова
- Aşkın Resmi (2013)
- Mevlana Çağırınca (2014)
- Sen Ancak Sevdiğinsin (2015)
- Sarıl Bana (2016)
- Sev: Sevgili Olacağız, Evet Ama Yalnızca Sevginin Kendisini Bulmak İçin (2019)

### Серия „Изгубената роза“ (Kayıp Gül)
1. Kayıp Gül (2006)
Изгубената роза, изд.: ИК „Бард“, София (2008), прев. Таня Виронова
2. Ölümsüz Kalp (2011)

### Документалистика
- Rumi'nin Bildiği Aşk (2013)
- Rumi'nin Kitabı (2014)